# David Michineau
David Michineau, né le 6 juin 1994 aux Abymes en Guadeloupe, est un joueur français de basket-ball. Il mesure 1,91 m et évolue au poste de meneur.

## Biographie
David Michineau intègre le centre de formation de l'Élan Chalon en 2011. Il remporte avec ses coéquipiers espoirs chalonnais un titre de champion de France espoirs en 2013 et un Trophée du Futur en 2013.
Lors la saison 2013-2014, il joue neuf matchs en Pro A (1 point de moyenne et 1,7 d'évaluation) puis est prêté au Champagne Châlons Reims Basket (Pro B) le 18 février 2014. Il revient à Chalon-sur-Saône (retour de prêt) pour la saison 2014-2015.
Drafté en 39e position par les Pelicans de La Nouvelle-Orléans puis transféré aux Clippers de Los Angeles,  Il signe officiellement pour deux saisons avec les Clippers le 30 juin 2016. Pas encore dans les plans de Doc Rivers, il revient en France et signe une saison avec Hyères-Toulon. La saison suivante, il demeure en France en s'engageant avec le Cholet Basket.
Alors qu'il poursuit sa carrière en France, ses droits sont transférés le 15 février 2022 aux Kings de Sacramento dans le cadre d'un échange entre quatre franchises NBA.
À l'été 2022, Michineau rejoint le Basket Napoli, club de première division italienne.

## Clubs
- 2005-2009:   New Star (Guadeloupe)
- 2011-février 2014 :  Élan sportif chalonnais (Cadets puis Espoirs et Pro A)
- février 2014-2014 :  Champagne Châlons Reims Basket (Pro B)
- 2014-2016 :  Élan sportif chalonnais (Pro A)
- 2016-2017 :  Hyères-Toulon (Pro A)
- 2017-2018 :  Cholet Basket (Pro A)
- 2018-2022 :  Metropolitans 92 (première division)
- 2022-2023 :  Basket Napoli (LegA)
- Depuis 2023 :  Bursaspor Basketbol

## Palmarès
- Champion de France espoirs en 2013.
- Trophée du Futur en 2013.
- Finaliste de la Leaders Cup : 2016

## Statistiques en championnat
| Saison    | Équipe                  | Ligue | Matches | 5 Majeur | Minutes | % Tirs | % 3-pts | % L-F  | Rbds | Pass dec | Int | Crt | B.p. | Fautes | Pts  |
| --------- | ----------------------- | ----- | ------- | -------- | ------- | ------ | ------- | ------ | ---- | -------- | --- | --- | ---- | ------ | ---- |
| 2013-2014 | Champagne Châlons-Reims | Pro B | 17      | 0        | 12      | 39,3 % | 17,4 %  | 76,9 % | 1,1  | 1,1      | 0,4 | 0,1 | 1,4  | 1,4    | 3,7  |
| 2013-2014 | Élan chalonnais         | Pro A | 7       | 0        | 7       | 57,1 % | 50,0 %  | 0,0 %  | 0,7  | 0,9      | 0,3 | 0,1 | 0,3  | 1,1    | 1,3  |
| 2014-2015 | Élan chalonnais         | Pro A | 27      | 4        | 13      | 35,6 % | 17,6 %  | 51,9 % | 1,0  | 1,3      | 0,6 | 0,1 | 1,3  | 1,7    | 3,3  |
| 2015-2016 | Élan chalonnais         | Pro A | 36      | 1        | 14      | 43,1 % | 31,2 %  | 67,5 % | 0,9  | 1,5      | 0,5 | 0,0 | 0,9  | 1,8    | 5,7  |
| 2016-2017 | Hyères-Toulon VB        | Pro A | 34      | 26       | 24      | 39,0 % | 21,1 %  | 74,4 % | 2,3  | 2,9      | 0,5 | 0,0 | 2,3  | 2,4    | 9,8  |
| 2017-2018 | Cholet Basket           | Pro A | 26      | 6        | 19      | 42,0 % | 29,4 %  | 71,7 % | 1,9  | 1,5      | 0,5 | 0,0 | 1,3  | 2,2    | 9,3  |
| 2018-2019 | Metropolitans 92        | Élite | 34      | 8        | 26      | 42,5 % | 39,6 %  | 80,5 % | 3,0  | 2,9      | 1,0 | 0,0 | 1,7  | 3,0    | 11,1 |
| 2019-2020 | Metropolitans 92        | Élite | 21      | 12       | 24      | 46,8 % | 23,8 %  | 71,7 % | 2,0  | 2,9      | 1,1 | 0,3 | 2,1  | 2,4    | 11,0 |

## Statistiques en Coupes d'Europe
| Saison    | Équipe | Ligue           | Matches | 5 Majeur | Minutes | % Tirs | % 3-pts | % L-F   | Rbds | Pass dec | Int | Crt | B.p. | Fautes | Pts |
| --------- | ------ | --------------- | ------- | -------- | ------- | ------ | ------- | ------- | ---- | -------- | --- | --- | ---- | ------ | --- |
| 2013-2014 | Chalon | EuroCoupe       | 3       | 0        | 5       | 22,2 % | 25,0 %  | 100,0 % | 1,0  | 0,0      | 0,7 | 0,0 | 0,3  | 1,3    | 2,3 |
| 2015-2016 | Chalon | FIBA Europe Cup | 19      | 4        | 16      | 39,8 % | 21,4 %  | 77,8 %  | 1,8  | 2,7      | 1,4 | 0,0 | 1,0  | 1,8    | 5,9 |